# Bošnjačko nacionalno vijeće (Srbija)
Bošnjačko nacionalno vijeće (BNV), najviše je predstavničko tijelo Bošnjaka u Srbiji.

## Povijest
Bošnjačko nacionalno vijeće je osnovano 11. svibnja 1991. godine, pod imenom Muslimansko nacionalno vijeće Sandžaka (MNVS). Za predsjednika Vijeća izabran je Sulejman Ugljanin. Do 2003. godine Vijeće djeluje i radi pod nazivom Bošnjačko nacionalno vijeće Sandžaka (BNVS), a nakon 2003. godine kao Bošnjačko nacionalno vijeće (BNV).
U vrijeme svog osnivanja Bošnjačko nacionalno vijeće bilo je odgovor na etničko čišćenje i teror kojeg je režim Slobodana Miloševića sprovodio nad bošnjačkim narodom na području Sandžaka i šire. Tijekom 1990-ih godina, Bošnjačko nacionalno vijeće, bilo je ključni faktor mira i stabilnosti na području Sandžaka. Zahvaljujući politici mira BNV-a, sandžački Bošnjaci u tom razdoblju nisu učestvovali u ratnim sukobima na prostoru Jugoslavije ne odazivajući se na vojne pozive tadašnje Jugoslavenske narodne armije.
Na osnovu preporuka Međunarodne konferencije o Jugoslaviji, tzv. Haškog dokumenta, Bošnjačko nacionalno vijeće je izradilo i, 6. lipnja 1993. godine, usvojilo Memorandum o specijalnom statusu. Osnova za donošenje tog dokumenta bio je referendum za autonomiju Sandžaka, sproveden u periodu od 25. do 27. listopada 1991. godine. Od ukupno 264.156 birača, na tom referendumu je učestvovalo njih 187.473, odnosno 70,19 % ukupnog biračkog tijela, od čega se 183.302 birača (ili 98,90 % glasalih) izjasnilo za političku i teritorijalnu autonomiju Sandžaka s pravom priključenja nekoj od republika tadašnje SFRJ.
U periodu od osnivanja do 2003. godine, Bošnjačko nacionalno vijeće i njegovi predstavnici učestvovali su na velikom broju međunarodnih konferencija i drugih skupova posvećenih rješavanju krize u Jugoslaviji, između ostalih, Mirovnoj konferenciji o Jugoslaviji, u Londonu i Mirovnoj konferenciji u Genevi. Zahvaljujući aktivnostima Bošnjačkog nacionalnog vijeća i njegovih predstavnika u tom periodu pitanje ostvarenja nacionalnih prava sandžačkih Bošnjaka i statusa Sandžaka internacionalizovano je na najvišem europskom i svjetskom nivou.
Bošnjaci Srbije 20. studeni smatraju svojim nacionalnim blagdanom: Danom Sandžaka. Ovu odluku donijelo je Bošnjačko nacionalno vijeće 2005. godine, a tu odluku verifikovao je i tadašnje Vijeće za nacionalne manjine Republike Srbije. Obilježava se u znak sjećanja na 20. studeni 1943. godine, kada je u Pljevljima održana osnivačka sjednica Zemaljskog antifašističkog vijeća narodnog oslobođenja Sandžaka (ZAVNOS). Bošnjački povjesničari smatraju da je tog dana u ratnim uslovima započeta autonomija Sandžaka, jer su na osnivanju ZAVNOS-a izabrane Narodna skupština i Vlada Sandžaka sa sedam ministarstava. Ovaj dan slavi se i kao nacionalni dan Bošnjaka Crne Gore.
Bošnjačko nacionalno vijeće učestvuje u radu regionalnog Ureda za koordinaciju bošnjačkih vijeća sa sjedištem u Sarajevu. Ured za koordinaciju bošnjačkih vijeća čine predstavnička tijela i nacionalne institucije Bošnjaka iz zemalja bivše Jugoslavije, a osnovan je početkom 2018. godine.

## Predsjednici
| #  | fotografija | ime                           | mandat | mandat     | mandat |
| -- | ----------- | ----------------------------- | ------ | ---------- | ------ |
| 1. |             | Sulejman Ugljanin (r. 1953.)  | 1991.  | 2018.      |        |
| 2. |             | Esad Džudžo (r.1958.)         | 2018.  | 2019.      |        |
| 3. |             | Jasmina Curić (r. 1965.)      | 2019.  | 2022.      |        |
| 4. |             | Misala Pramenković (r. 1980.) | 2022.  | trenutačno |        |

## Vanjske poveznice
- (boš.) Službena stranica Bošnjačkog nacionalnog vijeća